# Nintendo Switch Online
Chronologie des versions
Nintendo Network
Le Nintendo Switch Online est un ensemble de fonctionnalités de la console de jeux vidéo Nintendo Switch nécessitant le paiement d’un abonnement. Ces fonctionnalités comprennent notamment le jeu multijoueur en ligne, la sauvegarde dans le cloud, le chat vocal, l'accès à une bibliothèque de jeux Nintendo Entertainment System, Super Nintendo Entertainment System et Game Boy. Après une période pendant laquelle certaines de ses fonctionnalités étaient disponibles pour tous les utilisateurs sans frais, le service est devenu payant le 19 septembre 2018[source insuffisante]. Depuis le 25 octobre 2021, un nouvel abonnement Nintendo Switch Online + Pack additionnel (Nintendo Switch Online + Ensemble additionnel au Canada francophone) est rendu disponible avec l'ajout de jeux Nintendo 64, Mega Drive (Sega Genesis dans certaines régions) et Game Boy Advance en plus des fonctionnalités déjà incluses, pour le double du tarif[source insuffisante].
Il s'agit du service en ligne de troisième génération de Nintendo, après la connexion Wi-Fi Nintendo et le Nintendo Network.
Le service compte 26 millions d'abonnés en septembre 2020[source insuffisante], 32 millions en septembre 2021[source insuffisante]et 36 millions en septembre 2022[source insuffisante].
Il est généralement présenté en utilisant les mascottes de Nintendo, qui sont Mario, le super-héros plombier du jeu vidéo éponyme, et ses amis Luigi, Yoshi, Peach, Toad, Lakitu, Bowser et Bowser Jr., qui sont présentés dans des situations humoristiques pour montrer comment fonctionne le Nintendo Switch Online. Par exemple, dans la partie "cloud et données de sauvegarde", on trouve Luigi jouant à sa Nintendo Switch, cette dernière se faisant écraser par un Thwomp, monstre commun dans le monde de Mario. Heureusement, un Lakitu arrive pour récupérer, grâce à sa canne à pêche, des données de sauvegarde.

## Fonctionnalités

### Multijoueur
Le Nintendo Switch Online est nécessaire pour accéder au mode multijoueur en ligne sur la majorité des jeux. Certains jeux multijoueurs, tels que Fortnite Battle Royale, Warframe ou la série Just Dance, sont exemptés de cette obligation et peuvent être joués gratuitement en ligne, sans abonnement,,.

### Sauvegarde dans lecloud
Le stockage dans le cloud permet de synchroniser en ligne les données de sauvegarde de nombreux jeux. Elles peuvent donc être récupérées si l'utilisateur doit déplacer son compte Nintendo vers une autre console Switch. Cette fonctionnalité n’est pas disponible sur les jeux dotés de certaines fonctionnalités en ligne (en particulier le négoce d’objets et les classements concurrentiels), en raison des préoccupations quant à la possibilité d’abus pouvant « affecter injustement » le gameplay.
Les joueurs perdent l'accès à leurs sauvegardes dans le cloud s'ils annulent ou provoquent l'expiration de leur abonnement. Ils disposent toutefois d'un délai de grâce de six mois pour renouveler leurs abonnements ou récupérer ces sauvegardes dans le cloud avant que ces dernières ne soient supprimées,.

### Communication
Les utilisateurs peuvent dialoguer en mode voix via l'application mobile Nintendo Switch Online sur les smartphones. La fonctionnalité de conversation vocale n'est pas disponible de manière native via la console Switch. Reggie Fils-Aimé a déclaré à ce sujet que « l'approche de Nintendo est de faire les choses différemment. Nous avons une suite d'expériences bien différente de celle de nos concurrents, et nous le faisons d'une manière différente. Cela crée une sorte de yin et de yang pour les clients Nintendo. Ils sont enthousiasmés par les sauvegardes dans le cloud et le contenu hérité, mais souhaitent que nous puissions offrir un chat vocal d’une manière différente, par exemple ».

### Jeux NES
Les abonnés au Nintendo Switch Online peuvent accéder à une application NES (Family Computer au Japon), qui propose une bibliothèque permanente et en expansion constante de titres classiques de la plate-forme. Les jeux sont disponibles tant que l'utilisateur dispose d'un abonnement actif. Un utilisateur doit se connecter en ligne au moins une fois par semaine pour continuer à accéder aux titres en mode hors-connexion. Les jeux avec modes multijoueurs prennent en charge le jeu local et en ligne. La fonction de jeu en ligne est une première pour les jeux NES,,.
Certains jeux ont également une version alternative augmenté du suffixe « SP » (« Extra » dans certaines régions) qui démarre le joueur vers la fin du jeu ou commence le jeu avec le maximum d'objets et de vies. La plupart des jeux sortis en Amérique et dans les territoires PAL sont les versions originales de NTSC-U, qui incluent leurs titres nord-américains et leur prise en charge du 60 Hz. La variante NES occidentale du logiciel est disponible en Corée du Sud, tandis que la variante Family Computer est disponible à Hong Kong.
| Date                                                        | Jeux                                              | AN / EU | Japon |
| ----------------------------------------------------------- | ------------------------------------------------- | ------- | ----- |
| 19 septembre 2018[source insuffisante]                      | Balloon Fight                                     | Oui     | Oui   |
| 19 septembre 2018[source insuffisante]                      | Baseball                                          | Oui     | Oui   |
| 19 septembre 2018[source insuffisante]                      | Donkey Kong                                       | Oui     | Oui   |
| 19 septembre 2018[source insuffisante]                      | Double Dragon                                     | Oui     | Oui   |
| 19 septembre 2018[source insuffisante]                      | Dr. Mario                                         | Oui     | Oui   |
| 19 septembre 2018[source insuffisante]                      | Excitebike                                        | Oui     | Oui   |
| 19 septembre 2018[source insuffisante]                      | Ghosts'n Goblins                                  | Oui     | Oui   |
| 19 septembre 2018[source insuffisante]                      | Gradius                                           | Oui     | Oui   |
| 19 septembre 2018[source insuffisante]                      | Ice Climber                                       | Oui     | Oui   |
| 19 septembre 2018[source insuffisante]                      | Ice Hockey                                        | Oui     | Oui   |
| 19 septembre 2018[source insuffisante]                      | The Legend of Zelda                               | Oui     | Oui   |
| 19 septembre 2018[source insuffisante]                      | Mario Bros.                                       | Oui     | Oui   |
| 19 septembre 2018[source insuffisante]                      | Pro Wrestling                                     | Oui     | Oui   |
| 19 septembre 2018[source insuffisante]                      | River City Ransom                                 | Oui     | Oui   |
| 19 septembre 2018[source insuffisante]                      | Soccer                                            | Oui     | Oui   |
| 19 septembre 2018[source insuffisante]                      | Super Mario Bros.                                 | Oui     | Oui   |
| 19 septembre 2018[source insuffisante]                      | Super Mario Bros. 3                               | Oui     | Oui   |
| 19 septembre 2018[source insuffisante]                      | Tecmo Bowl                                        | Oui     | Oui   |
| 19 septembre 2018[source insuffisante]                      | Tennis                                            | Oui     | Oui   |
| 19 septembre 2018[source insuffisante]                      | Mario and Yoshi                                   | Oui     | Oui   |
| 10 octobre 2018[source insuffisante]                        | The Legend of Zelda SP                            | Oui     | Oui   |
| 10 octobre 2018[source insuffisante]                        | NES Open Tournament Golf                          | Oui     | Oui   |
| 10 octobre 2018[source insuffisante]                        | Solomon's Key                                     | Oui     | Oui   |
| 10 octobre 2018[source insuffisante]                        | Super Dodge Ball                                  | Oui     | Oui   |
| 14 novembre 2018[source insuffisante],[source insuffisante] | Gradius SP (Stage 5)                              | Oui     | Oui   |
| 14 novembre 2018[source insuffisante],[source insuffisante] | Metroid                                           | Oui     | Oui   |
| 14 novembre 2018[source insuffisante],[source insuffisante] | Mighty Bomb Jack                                  | Oui     | Oui   |
| 14 novembre 2018[source insuffisante],[source insuffisante] | NES Open Tournament Golf SP                       |         | Oui   |
| 14 novembre 2018[source insuffisante],[source insuffisante] | TwinBee                                           | Oui     | Oui   |
| 12 décembre 2018[source insuffisante],[source insuffisante] | Adventures of Lolo                                | Oui     |       |
| 12 décembre 2018[source insuffisante],[source insuffisante] | Adventures of Lolo 2                              |         | Oui   |
| 12 décembre 2018[source insuffisante],[source insuffisante] | Dr Mario SP                                       | Oui     | Oui   |
| 12 décembre 2018[source insuffisante],[source insuffisante] | Metroid SP (Ridley battle)                        | Oui     | Oui   |
| 12 décembre 2018[source insuffisante],[source insuffisante] | Ninja Gaiden                                      | Oui     | Oui   |
| 12 décembre 2018[source insuffisante],[source insuffisante] | Wario's Woods                                     | Oui     | Oui   |
| 16 janvier 2019[source insuffisante],[source insuffisante]  | Blaster Master                                    | Oui     | Oui   |
| 16 janvier 2019[source insuffisante],[source insuffisante]  | Ghosts'n Goblins SP                               | Oui     | Oui   |
| 16 janvier 2019[source insuffisante],[source insuffisante]  | Ninja Gaiden SP                                   | Oui     | Oui   |
| 16 janvier 2019[source insuffisante],[source insuffisante]  | Zelda II: The Adventure of Link                   | Oui     | Oui   |
| 13 février 2019[source insuffisante],[source insuffisante]  | Blaster Master SP                                 | Oui     | Oui   |
| 13 février 2019[source insuffisante],[source insuffisante]  | Kirby's Adventure                                 | Oui     | Oui   |
| 13 février 2019[source insuffisante],[source insuffisante]  | Metroid SP (Mother Brain battle)                  | Oui     | Oui   |
| 13 février 2019[source insuffisante],[source insuffisante]  | Super Mario Bros. 2                               | Oui     | Oui   |
| 13 février 2019[source insuffisante],[source insuffisante]  | Tsuppari Oozumou                                  |         | Oui   |
| 13 mars 2019[source insuffisante],[source insuffisante]     | Fire Emblem: Ankoku Ryū to Hikari no Tsurugi      |         | Oui   |
| 13 mars 2019[source insuffisante],[source insuffisante]     | Kid Icarus                                        | Oui     | Oui   |
| 13 mars 2019[source insuffisante],[source insuffisante]     | Kirby's Adventure SP                              | Oui     | Oui   |
| 13 mars 2019[source insuffisante],[source insuffisante]     | StarTropics (en)                                  | Oui     |       |
| 13 mars 2019[source insuffisante],[source insuffisante]     | Yie Ar Kung-Fu                                    |         | Oui   |
| 13 mars 2019[source insuffisante],[source insuffisante]     | Zelda II: The Adventure of Link SP                | Oui     | Oui   |
| 10 avril 2019[source insuffisante]                          | Kid Icarus SP                                     | Oui     | Oui   |
| 10 avril 2019[source insuffisante]                          | Punch-Out!! Featuring Mr. Dream                   | Oui     | Oui   |
| 10 avril 2019[source insuffisante]                          | Star Soldier                                      | Oui     | Oui   |
| 10 avril 2019[source insuffisante]                          | Super Mario Bros.: The Lost Levels                | Oui     | Oui   |
| 15 mai 2019[source insuffisante]                            | Clu Clu Land                                      | Oui     |       |
| 15 mai 2019[source insuffisante]                            | Clu Clu Land: Welcome to New Cluclu Land          |         | Oui   |
| 15 mai 2019[source insuffisante]                            | Donkey Kong Jr.                                   | Oui     | Oui   |
| 15 mai 2019[source insuffisante]                            | Star Soldier SP                                   | Oui     | Oui   |
| 15 mai 2019[source insuffisante]                            | Vs. Excitebike                                    | Oui     | Oui   |
| 12 juin 2019[source insuffisante]                           | City Connection                                   | Oui     | Oui   |
| 12 juin 2019[source insuffisante]                           | Double Dragon II: The Revenge                     | Oui     | Oui   |
| 12 juin 2019[source insuffisante]                           | TwinBee SP                                        | Oui     | Oui   |
| 12 juin 2019[source insuffisante]                           | Volleyball                                        | Oui     | Oui   |
| 17 juillet 2019[source insuffisante]                        | Donkey Kong 3                                     | Oui     | Oui   |
| 17 juillet 2019[source insuffisante]                        | Mighty Bomb Jack SP                               | Oui     | Oui   |
| 17 juillet 2019[source insuffisante]                        | Wrecking Crew                                     | Oui     | Oui   |
| 21 août 2019[source insuffisante]                           | Gradius SP (Second loop)                          | Oui     | Oui   |
| 21 août 2019[source insuffisante]                           | Kung-Fu Heroes (en)                               | Oui     | Oui   |
| 21 août 2019[source insuffisante]                           | Vice: Project Doom                                | Oui     | Oui   |
| 12 décembre 2019[source insuffisante]                       | Crystalis                                         | Oui     | Oui   |
| 12 décembre 2019[source insuffisante]                       | Famicom Wars                                      |         | Oui   |
| 12 décembre 2019[source insuffisante]                       | Journey to Silius                                 | Oui     | Oui   |
| 12 décembre 2019[source insuffisante]                       | Route-16 Turbo                                    |         | Oui   |
| 19 février 2020[source insuffisante]                        | Eliminator Boat Duel (en)                         | Oui     |       |
| 19 février 2020[source insuffisante]                        | Shadow of the Ninja                               | Oui     |       |
| 20 avril 2020                                               | Fire Emblem: Ankoku Ryū to Hikari no Tsurugi SP   |         | Oui   |
| 20 avril 2020                                               | Fire Emblem: Ankoku Ryū to Hikari no Tsurugi SP 2 |         | Oui   |
| 20 mai 2020[source insuffisante]                            | Rygar                                             | Oui     | Oui   |
| 15 juillet 2020[source insuffisante]                        | The Immortal                                      | Oui     |       |
| 23 septembre 2020[source insuffisante]                      | S.C.A.T.: Special Cybernetic Attack Team          | Oui     |       |
| 18 décembre 2020[source insuffisante]                       | Nightshade (en)                                   | Oui     |       |
| 18 décembre 2020[source insuffisante]                       | Smash Ping Pong (en)                              |         | Oui   |
| 17 février 2021[source insuffisante]                        | Fire 'n Ice (en)                                  | Oui     | Oui   |
| 26 mai 2021[source insuffisante]                            | Ninja Jajamaru-kun                                | Oui     | Oui   |
| 28 juillet 2021                                             | Super Mario Bros. 3 SP                            | Oui     | Oui   |
| 9 février 2022                                              | Earthbound Beginnings                             | Oui     | Oui   |
| 30 mars 2022                                                | Dig Dug II                                        | Oui     | Oui   |
| 30 mars 2022                                                | Mappy-Land (en)                                   | Oui     | Oui   |
| 26 mai 2022[source insuffisante]                            | Pinball                                           | Oui     | Oui   |
| 21 juillet 2022                                             | Daiva Story 6: Imperial of Nirsartia              | Oui     | Oui   |
| 16 mars 2023                                                | Xevious                                           | Oui     | Oui   |
| 6 juin 2023                                                 | Mystery Tower                                     | Oui     | Oui   |
| 6 septembre 2023                                            | Downtown Nekketsu March Super-Awesome Field Day!  | Oui     | Oui   |
| 6 septembre 2023                                            | Joy Mech Fight (en)                               | Oui     | Oui   |
| 31 octobre 2023                                             | Devil World                                       | Oui     | Oui   |
| 31 octobre 2023                                             | The Mysterious Murasame Castle                    | Oui     | Oui   |
| 31 octobre 2023                                             | Ninja Jajamaru-kun SP                             | Oui     | Oui   |
| 21 février 2024                                             | R.C. Pro-Am                                       | Oui     |       |
| 21 février 2024                                             | Snake Rattle 'n' Roll                             | Oui     |       |
| 4 juillet 2024                                              | Cobra Triangle                                    | Oui     |       |
| 4 juillet 2024                                              | Solar Jetman                                      | Oui     |       |
| 4 juillet 2024                                              | The Mystery of Atlantis                           | Oui     | Oui   |
| 4 juillet 2024                                              | Mach Rider                                        | Oui     | Oui   |
| 4 juillet 2024                                              | Golf                                              | Oui     | Oui   |
| 4 juillet 2024                                              | Donkey Kong Jr. Math                              | Oui     | Oui   |
| 4 juillet 2024                                              | Urban Champion                                    | Oui     | Oui   |
| 4 juillet 2024                                              | Gomoku Narabe Renju                               |         | Oui   |
| 4 juillet 2024                                              | Mahjong                                           |         | Oui   |
| 4 juillet 2024                                              | Shin Onigashima                                   |         | Oui   |
| 12 décembre 2024                                            | Tetris                                            | Oui     | Oui   |

- Jeu « SP »
- Jeu disponible dans cette région
- Jeu indisponible dans cette région

### Jeux Super Nintendo
Sur le même principe précité ci-dessus, les jeux Super Nintendo sont ajoutés au Nintendo Switch Online dans le monde entier à partir du 5 septembre 2019.
| Date                                   | Jeux                                                | AN / EU | Japon |
| -------------------------------------- | --------------------------------------------------- | ------- | ----- |
| 5 septembre 2019[source insuffisante]  | Brawl Brothers (en)                                 | Oui     | Oui   |
| 5 septembre 2019[source insuffisante]  | Breath of Fire                                      | Oui     | Oui   |
| 5 septembre 2019[source insuffisante]  | Demon's Crest                                       | Oui     | Oui   |
| 5 septembre 2019[source insuffisante]  | F-Zero                                              | Oui     | Oui   |
| 5 septembre 2019[source insuffisante]  | Joe and Mac 2: Lost in the Tropics                  | Oui     | Oui   |
| 5 septembre 2019[source insuffisante]  | Kirby's Dream Course                                | Oui     | Oui   |
| 5 septembre 2019[source insuffisante]  | Kirby's Dream Land 3                                | Oui     | Oui   |
| 5 septembre 2019[source insuffisante]  | The Legend of Zelda: A Link to the Past             | Oui     | Oui   |
| 5 septembre 2019[source insuffisante]  | Pilotwings                                          | Oui     | Oui   |
| 5 septembre 2019[source insuffisante]  | Star Fox                                            | Oui     | Oui   |
| 5 septembre 2019[source insuffisante]  | Stunt Race FX                                       | Oui     | Oui   |
| 5 septembre 2019[source insuffisante]  | Super E.D.F Earth Defence Force                     | Oui     | Oui   |
| 5 septembre 2019[source insuffisante]  | Super Ghouls'n Ghosts                               | Oui     | Oui   |
| 5 septembre 2019[source insuffisante]  | Super Mario Kart                                    | Oui     | Oui   |
| 5 septembre 2019[source insuffisante]  | Super Mario World                                   | Oui     | Oui   |
| 5 septembre 2019[source insuffisante]  | Super Mario World 2: Yoshi's Island                 | Oui     | Oui   |
| 5 septembre 2019[source insuffisante]  | Super Metroid                                       | Oui     | Oui   |
| 5 septembre 2019[source insuffisante]  | Super Puyo Puyo 2                                   | Oui     | Oui   |
| 5 septembre 2019[source insuffisante]  | Super Soccer                                        | Oui     | Oui   |
| 5 septembre 2019[source insuffisante]  | Super Tennis                                        | Oui     | Oui   |
| 12 décembre 2019[source insuffisante]  | Breath of Fire II                                   | Oui     | Oui   |
| 12 décembre 2019[source insuffisante]  | Kirby's Fun Pak                                     | Oui     | Oui   |
| 12 décembre 2019[source insuffisante]  | Star Fox 2                                          | Oui     | Oui   |
| 12 décembre 2019[source insuffisante]  | Super Punch-Out!!                                   | Oui     | Oui   |
| 19 février 2020[source insuffisante]   | Pop'n TwinBee (en)                                  | Oui     | Oui   |
| 19 février 2020[source insuffisante]   | Smash Tennis                                        | Oui     | Oui   |
| 20 mai 2020[source insuffisante]       | Operation Logic Bomb                                | Oui     |       |
| 20 mai 2020[source insuffisante]       | Panel de Pon                                        | Oui     | Oui   |
| 20 mai 2020[source insuffisante]       | Wild Guns                                           | Oui     | Oui   |
| 15 juillet 2020[source insuffisante]   | Donkey Kong Country                                 | Oui     | Oui   |
| 15 juillet 2020[source insuffisante]   | Natsume Championship Wrestling (en)                 | Oui     |       |
| 15 juillet 2020[source insuffisante]   | Shin Megami Tensei                                  |         | Oui   |
| 3 septembre 2020[source insuffisante]  | Super Mario All-Stars                               | Oui     | Oui   |
| 23 septembre 2020[source insuffisante] | Donkey Kong Country 2: Diddy's Kong Quest           | Oui     | Oui   |
| 23 septembre 2020[source insuffisante] | Fire Emblem: Mystery of the Emblem                  |         | Oui   |
| 23 septembre 2020[source insuffisante] | Mario's Super Picross                               | Oui     | Oui   |
| 23 septembre 2020[source insuffisante] | The Peace Keepers (en)                              | Oui     |       |
| 18 décembre 2020[source insuffisante]  | Donkey Kong Country 3: Dixie Kong's Double Trouble! | Oui     | Oui   |
| 18 décembre 2020[source insuffisante]  | The Ignition Factor (en)                            | Oui     | Oui   |
| 18 décembre 2020[source insuffisante]  | Super Valis IV                                      | Oui     |       |
| 18 décembre 2020[source insuffisante]  | Tuff E Nuff                                         | Oui     | Oui   |
| 17 février 2021[source insuffisante]   | Doomsday Warrior (en)                               | Oui     | Oui   |
| 17 février 2021[source insuffisante]   | Prehistorik Man                                     | Oui     |       |
| 17 février 2021[source insuffisante]   | Psycho Dream (en)                                   | Oui     | Oui   |
| 17 février 2021[source insuffisante]   | Shin Megami Tensei II                               |         | Oui   |
| 26 mai 2021[source insuffisante]       | Fire Emblem: Genealogy of the Holy War              |         | Oui   |
| 26 mai 2021[source insuffisante]       | Joe and Mac: Caveman Ninja                          | Oui     | Oui   |
| 26 mai 2021[source insuffisante]       | Magical Drop II                                     | Oui     | Oui   |
| 26 mai 2021[source insuffisante]       | Spanky's Quest (en)                                 | Oui     |       |
| 26 mai 2021[source insuffisante]       | Super Baseball Simulator 1.000 (en)                 | Oui     | Oui   |
| 26 mai 2021[source insuffisante]       | Super Mario Kart SP                                 | Oui     | Oui   |
| 28 juillet 2021                        | Bombuzal                                            | Oui     | Oui   |
| 28 juillet 2021                        | Claymates                                           | Oui     |       |
| 28 juillet 2021                        | Jelly Boy                                           | Oui     |       |
| 28 juillet 2021                        | Shin Megami Tensei if...                            |         | Oui   |
| 9 février 2022                         | EarthBound                                          | Oui     | Oui   |
| 30 mars 2022                           | Earthworm Jim 2                                     | Oui     |       |
| 30 mars 2022                           | Super Mario World SP                                | Oui     | Oui   |
| 30 mars 2022                           | Super Punch-Out!! SP                                | Oui     | Oui   |
| 26 mai 2022[source insuffisante]       | Congo's Caper                                       | Oui     |       |
| 26 mai 2022[source insuffisante]       | Rival Turf!                                         | Oui     | Oui   |
| 26 mai 2022[source insuffisante]       | Umihara Kawase                                      |         | Oui   |
| 21 juillet 2022                        | Fighter's History                                   | Oui     | Oui   |
| 21 juillet 2022                        | Kirby's Avalanche                                   | Oui     |       |
| 16 mars 2023                           | Side Pocket                                         | Oui     | Oui   |
| 6 juin 2023                            | Harvest Moon                                        | Oui     | Oui   |
| 6 septembre 2023                       | Kirby's Star Stacker                                | Oui     | Oui   |
| 21 février 2024                        | Battletoads in Battlemaniacs                        | Oui     | Oui   |
| 21 février 2024                        | Killer Instinct                                     | Oui     |       |
| 12 avril 2024                          | Marvelous: Mōhitotsu no Takarajima (en)             |         | Oui   |
| 12 avril 2024                          | Sugoi Hebereke                                      | Oui     | Oui   |
| 12 avril 2024                          | Super R-Type                                        | Oui     | Oui   |
| 12 avril 2024                          | Wrecking Crew '98                                   | Oui     | Oui   |
| 18 septembre 2024                      | Battletoads Double Dragon                           | Oui     |       |
| 18 septembre 2024                      | Cosmo Gang the Puzzle                               | Oui     | Oui   |
| 18 septembre 2024                      | Big Run                                             | Oui     | Oui   |
| 18 septembre 2024                      | Kunio-kun no Dodgeball da yo Zen'in Shūgō!          | Oui     | Oui   |
| 18 septembre 2024                      | Angelique                                           |         | Oui   |
| 24 janvier 2025                        | Fatal Fury 2                                        | Oui     | Oui   |
| 24 janvier 2025                        | Super Ninja Boy                                     | Oui     | Oui   |
| 24 janvier 2025                        | Sutte Hakkun                                        | Oui     | Oui   |
| 28 mars 2025                           | Nobunaga's Ambition                                 | Oui     | Oui   |
| 28 mars 2025                           | Nobunaga's Ambition: Lord of Darkness               | Oui     | Oui   |
| 28 mars 2025                           | Romance of the Three Kingdom IV: Wall of Fire       | Oui     | Oui   |
| 28 mars 2025                           | Uncharted Waters II: New Horizons                   | Oui     | Oui   |
| 29 juillet 2025                        | Mario Paint                                         | Oui     | Oui   |

- Jeu « SP »
- Jeu disponible dans cette région
- Jeu indisponible dans cette région

### Jeux Game Boy et Game Boy Color
À partir du 8 février 2023, il est possible de jouer à une sélection de jeux Game Boy et Game Boy Color pour les abonnés Nintendo Switch Online et Nintendo Switch Online + Pack additionnel.
| Date                                 | Jeux                                     | AN / EU | Japon |
| ------------------------------------ | ---------------------------------------- | ------- | ----- |
| 8 février 2023[source insuffisante]  | Alone in the Dark: The New Nightmare     | Oui     |       |
| 8 février 2023[source insuffisante]  | Game & Watch Gallery 3                   | Oui     | Oui   |
| 8 février 2023[source insuffisante]  | Gargoyle's Quest                         | Oui     | Oui   |
| 8 février 2023[source insuffisante]  | Kirby's Dream Land                       | Oui     | Oui   |
| 8 février 2023[source insuffisante]  | Metroid II: Return of Samus              | Oui     | Oui   |
| 8 février 2023[source insuffisante]  | Super Mario Land 2: 6 Golden Coins       | Oui     | Oui   |
| 8 février 2023[source insuffisante]  | Tetris                                   | Oui     | Oui   |
| 8 février 2023[source insuffisante]  | The Legend of Zelda: Link's Awakening DX | Oui     | Oui   |
| 8 février 2023[source insuffisante]  | Wario Land 3                             | Oui     | Oui   |
| 8 février 2023[source insuffisante]  | Yakuman                                  |         | Oui   |
| 16 mars 2023                         | BurgerTime Deluxe                        | Oui     | Oui   |
| 16 mars 2023                         | Kirby's Dream Land 2                     | Oui     | Oui   |
| 6 juin 2023                          | Blaster Master: Enemy Below              | Oui     | Oui   |
| 6 juin 2023                          | Kirby Tilt 'n' Tumble                    | Oui     | Oui   |
| 27 juillet 2023[source insuffisante] | The Legend of Zelda: Oracle of Ages      | Oui     | Oui   |
| 27 juillet 2023[source insuffisante] | The Legend of Zelda: Oracle of Seasons   | Oui     | Oui   |
| 8 août 2023[source insuffisante]     | Pokémon Trading Card Game                | Oui     | Oui   |
| 6 septembre 2023                     | Quest for Camelot                        | Oui     |       |
| 31 octobre 2023                      | Castlevania Legends                      | Oui     | Oui   |
| 12 mars 2024                         | Dr. Mario                                | Oui     | Oui   |
| 12 mars 2024                         | Mario Golf                               | Oui     | Oui   |
| 12 mars 2024                         | Mario Tennis                             | Oui     | Oui   |
| 15 mai 2024                          | Alleyway                                 | Oui     | Oui   |
| 15 mai 2024                          | Baseball                                 | Oui     | Oui   |
| 15 mai 2024                          | Kaeru no Tame ni Kane wa Naru            |         | Oui   |
| 15 mai 2024                          | Super Mario Land                         | Oui     | Oui   |
| 7 juin 2024                          | Mega Man: Dr. Wily's Revenge             | Oui     | Oui   |
| 7 juin 2024                          | Mega Man II                              | Oui     | Oui   |
| 7 juin 2024                          | Mega Man III                             | Oui     | Oui   |
| 7 juin 2024                          | Mega Man IV                              | Oui     | Oui   |
| 7 juin 2024                          | Mega Man V                               | Oui     | Oui   |
| 22 novembre 2024                     | Donkey Kong Land                         | Oui     | Oui   |
| 26 novembre 2024                     | Donkey Kong Land 2                       | Oui     | Oui   |
| 4 décembre 2024                      | Donkey Kong Land 3                       | Oui     | Oui   |
| 12 décembre 2024                     | Tetris DX                                | Oui     | Oui   |
| 7 mars 2025                          | Donkey Kong                              | Oui     | Oui   |
| 7 mars 2025                          | Mario's Picross                          | Oui     | Oui   |
| 23 mai 2025                          | Survival Kids (en)                       | Oui     | Oui   |
| 23 mai 2025                          | Gradius: The Interstellar Assault        | Oui     | Oui   |
| 23 mai 2025                          | Kirby's Star Stacker                     | Oui     | Oui   |
| 23 mai 2025                          | The Sword of Hope (en)                   | Oui     | Oui   |

### Pack additionnel

#### Jeux Nintendo 64
À partir du 25 octobre 2021, il est possible de jouer à une sélection de jeux Nintendo 64 pour les abonnés au Pack additionnel.
| Date                                  | Jeux                                           | AN / EU | Japon |
| ------------------------------------- | ---------------------------------------------- | ------- | ----- |
| 25 octobre 2021[source insuffisante]  | Dr. Mario 64                                   | Oui     |       |
| 25 octobre 2021[source insuffisante]  | The Legend of Zelda: Ocarina of Time           | Oui     | Oui   |
| 25 octobre 2021[source insuffisante]  | Lylat Wars / Star Fox 64                       | Oui     | Oui   |
| 25 octobre 2021[source insuffisante]  | Mario Kart 64                                  | Oui     | Oui   |
| 25 octobre 2021[source insuffisante]  | Mario Tennis                                   | Oui     | Oui   |
| 25 octobre 2021[source insuffisante]  | Operation WinBack / WinBack: Covert Operations | Oui     | Oui   |
| 25 octobre 2021[source insuffisante]  | Sin and Punishment                             | Oui     | Oui   |
| 25 octobre 2021[source insuffisante]  | Super Mario 64                                 | Oui     | Oui   |
| 25 octobre 2021[source insuffisante]  | Yoshi's Story                                  | Oui     | Oui   |
| 10 décembre 2021[source insuffisante] | Paper Mario                                    | Oui     | Oui   |
| 20 janvier 2022[source insuffisante]  | Banjo-Kazooie                                  | Oui     | Oui   |
| 25 février 2022[source insuffisante]  | The Legend of Zelda: Majora's Mask             | Oui     | Oui   |
| 11 mars 2022[source insuffisante]     | F-Zero X                                       | Oui     | Oui   |
| 15 avril 2022[source insuffisante]    | Mario Golf                                     | Oui     | Oui   |
| 20 mai 2022[source insuffisante]      | Kirby 64: The Crystal Shards                   | Oui     | Oui   |
| 24 juin 2022[source insuffisante]     | Pokémon Snap                                   | Oui     | Oui   |
| 15 juillet 2022[source insuffisante], | Custom Robo                                    |         | Oui   |
| 15 juillet 2022[source insuffisante], | Custom Robo V2                                 |         | Oui   |
| 15 juillet 2022[source insuffisante], | Pokémon Puzzle League                          | Oui     |       |
| 19 août 2022[source insuffisante]     | Wave Race 64                                   | Oui     | Oui   |
| 13 octobre 2022[source insuffisante]  | Pilotwings 64                                  | Oui     | Oui   |
| 2 novembre 2022[source insuffisante]  | Mario Party                                    | Oui     | Oui   |
| 2 novembre 2022[source insuffisante]  | Mario Party 2                                  | Oui     | Oui   |
| 27 janvier 2023[source insuffisante]  | GoldenEye 007                                  | Oui     | Oui   |
| 12 avril 2023[source insuffisante]    | Pokémon Stadium                                | Oui     | Oui   |
| 8 août 2023[source insuffisante]      | Pokémon Stadium 2                              | Oui     | Oui   |
| 30 août 2023                          | Excitebike 64                                  | Oui     | Oui   |
| 27 octobre 2023                       | Mario Party 3                                  | Oui     | Oui   |
| 8 décembre 2023                       | 1080° Snowboarding                             | Oui     | Oui   |
| 8 décembre 2023                       | Jet Force Gemini                               | Oui     | Oui   |
| 8 décembre 2023                       | Harvest Moon 64                                | Oui     | Oui   |
| 21 février 2024                       | Blast Corps                                    | Oui     | Oui   |
| 24 avril 2024                         | Extreme-G                                      | Oui     |       |
| 24 avril 2024                         | Iggy's Reckin' Balls                           | Oui     |       |
| 18 juin 2024                          | Perfect Dark                                   | Oui     | Oui   |
| 18 juin 2024                          | Turok: Dinosaur Hunter                         | Oui     |       |
| 25 octobre 2024                       | Banjo-Tooie                                    | Oui     | Oui   |
| 29 octobre 2024                       | Turok 2: Seeds of Evil                         | Oui     |       |
| 29 octobre 2024                       | Shadow Man                                     | Oui     |       |
| 31 janvier 2025                       | Ridge Racer 64                                 | Oui     | Oui   |
| 16 mai 2025                           | Killer Instinct Gold                           | Oui     |       |

- Jeu « SP »
- Jeu disponible dans cette région
- Jeu indisponible dans cette région

#### Jeux Sega Mega Drive / Genesis
Le 25 octobre 2021, il est désormais possible de jouer à une sélection de jeux Sega Mega Drive / Genesis pour les abonnés au Pack additionnel.
| Date                                 | Jeux                                         | AN / EU | Japon |
| ------------------------------------ | -------------------------------------------- | ------- | ----- |
| 25 octobre 2021[source insuffisante] | Castlevania: Bloodlines                      | Oui     | Oui   |
| 25 octobre 2021[source insuffisante] | Contra: Hard Corps                           | Oui     | Oui   |
| 25 octobre 2021[source insuffisante] | Dr. Robotnik's Mean Bean Machine             | Oui     |       |
| 25 octobre 2021[source insuffisante] | Ecco the Dolphin                             | Oui     | Oui   |
| 25 octobre 2021[source insuffisante] | Golden Axe                                   | Oui     | Oui   |
| 25 octobre 2021[source insuffisante] | Gunstar Heroes                               | Oui     | Oui   |
| 25 octobre 2021[source insuffisante] | MUSHA                                        | Oui     | Oui   |
| 25 octobre 2021[source insuffisante] | Phantasy Star IV                             | Oui     | Oui   |
| 25 octobre 2021[source insuffisante] | Puyo Puyo                                    |         | Oui   |
| 25 octobre 2021[source insuffisante] | Ristar                                       | Oui     | Oui   |
| 25 octobre 2021[source insuffisante] | Shining Force                                | Oui     | Oui   |
| 25 octobre 2021[source insuffisante] | Shinobi III: Return of the Ninja Master      | Oui     | Oui   |
| 25 octobre 2021[source insuffisante] | Sonic the Hedgehog 2                         | Oui     | Oui   |
| 25 octobre 2021[source insuffisante] | Streets of Rage 2                            | Oui     | Oui   |
| 25 octobre 2021[source insuffisante] | Strider                                      | Oui     | Oui   |
| 16 décembre 2021                     | Altered Beast                                | Oui     | Oui   |
| 16 décembre 2021                     | Dynamite Headdy                              | Oui     | Oui   |
| 16 décembre 2021                     | Sword of Vermilion                           | Oui     | Oui   |
| 16 décembre 2021                     | Thunder Force II                             | Oui     | Oui   |
| 16 décembre 2021                     | ToeJam and Earl                              | Oui     | Oui   |
| 17 mars 2022[source insuffisante]    | Alien Soldier                                | Oui     | Oui   |
| 17 mars 2022[source insuffisante]    | Light Crusader                               | Oui     | Oui   |
| 17 mars 2022[source insuffisante]    | Super Fantasy Zone                           | Oui     | Oui   |
| 22 avril 2022[source insuffisante]   | Shining Force II                             | Oui     | Oui   |
| 22 avril 2022[source insuffisante]   | Sonic the Hedgehog Spinball                  | Oui     | Oui   |
| 22 avril 2022[source insuffisante]   | Space Harrier II                             | Oui     | Oui   |
| 30 juin 2022[source insuffisante]    | Comix Zone                                   | Oui     | Oui   |
| 30 juin 2022[source insuffisante]    | Mega Man: The Wily Wars                      | Oui     | Oui   |
| 30 juin 2022[source insuffisante]    | Target Earth                                 | Oui     | Oui   |
| 30 juin 2022[source insuffisante]    | Zero Wing                                    | Oui     | Oui   |
| 15 septembre 2022                    | Alisia Dragoon                               | Oui     | Oui   |
| 15 septembre 2022                    | Earthworm Jim                                | Oui     | Oui   |
| 15 septembre 2022                    | La Légende de Thor                           | Oui     | Oui   |
| 16 décembre 2022                     | Alien Storm                                  | Oui     | Oui   |
| 16 décembre 2022                     | Columns                                      | Oui     | Oui   |
| 16 décembre 2022                     | Golden Axe II                                | Oui     | Oui   |
| 16 décembre 2022                     | Virtua Fighter 2                             | Oui     | Oui   |
| 19 avril 2023                        | Flicky                                       | Oui     | Oui   |
| 19 avril 2023                        | Kid Chameleon                                | Oui     | Oui   |
| 19 avril 2023                        | Pulseman                                     | Oui     | Oui   |
| 19 avril 2023                        | Street Fighter II': Special Champion Edition | Oui     | Oui   |
| 28 juin 2023                         | Ghouls 'n Ghosts                             | Oui     | Oui   |
| 28 juin 2023                         | Landstalker                                  | Oui     | Oui   |
| 28 juin 2023                         | Soleil                                       | Oui     | Oui   |
| 28 juin 2023                         | The Revenge of Shinobi                       | Oui     | Oui   |
| 27 novembre 2024                     | ToeJam & Earl in Panic on Funkotron          | Oui     | Oui   |
| 27 novembre 2024                     | Vectorman                                    | Oui     | Oui   |
| 27 novembre 2024                     | Mercs                                        | Oui     | Oui   |
| 11 avril 2025                        | Street of Rage                               | Oui     | Oui   |
| 11 avril 2025                        | Super Thunder Blade                          | Oui     | Oui   |
| 11 avril 2025                        | ESWAT: City Under Siege                      | Oui     | Oui   |

- Jeu « SP »
- Jeu disponible dans cette région
- Jeu indisponible dans cette région

#### Jeux Game Boy Advance
À partir du 8 février 2023, il est possible de jouer à une sélection de jeux Game Boy Advance pour les abonnés au Pack additionnel.
| Date                                | Jeux                                                  | AN / EU | Japon |
| ----------------------------------- | ----------------------------------------------------- | ------- | ----- |
| 8 février 2023[source insuffisante] | Kuru Kuru Kururin                                     | Oui     | Oui   |
| 8 février 2023[source insuffisante] | Mario & Luigi: Superstar Saga                         | Oui     | Oui   |
| 8 février 2023[source insuffisante] | Mario Kart: Super Circuit                             | Oui     | Oui   |
| 8 février 2023[source insuffisante] | Super Mario Advance 4: Super Mario Bros. 3            | Oui     | Oui   |
| 8 février 2023[source insuffisante] | The Legend of Zelda: The Minish Cap                   | Oui     | Oui   |
| 8 février 2023[source insuffisante] | WarioWare, Inc. : Mega Mini-Jeux                      | Oui     | Oui   |
| 9 mars 2023[source insuffisante]    | Metroid Fusion                                        | Oui     | Oui   |
| 26 mai 2023[source insuffisante]    | Super Mario Advance                                   | Oui     | Oui   |
| 26 mai 2023[source insuffisante]    | Super Mario World: Super Mario Advance 2              | Oui     | Oui   |
| 26 mai 2023[source insuffisante]    | Yoshi's Island: Super Mario Advance 3                 | Oui     | Oui   |
| 23 juin 2023                        | Fire Emblem                                           | Oui     | Oui   |
| 23 juin 2023                        | Fire Emblem: The Binding Blade                        |         | Oui   |
| 29 septembre 2023                   | Kirby et le Labyrinthe des Miroirs                    | Oui     | Oui   |
| 17 janvier 2024                     | Golden Sun                                            | Oui     | Oui   |
| 17 janvier 2024                     | Golden Sun: L'Âge perdu                               | Oui     | Oui   |
| 21 février 2024                     | Mother 3                                              |         | Oui   |
| 29 mars 2024                        | F-Zero: Maximum Velocity                              | Oui     | Oui   |
| 18 juin 2024                        | The Legend of Zelda: A Link to the Past / Four Swords | Oui     | Oui   |
| 18 juin 2024                        | Metroid: Zero Mission                                 | Oui     | Oui   |
| 12 juillet 2024                     | Densetsu no Starfy                                    | Oui     | Oui   |
| 12 juillet 2024                     | Densetsu no Starfy 2                                  | Oui     | Oui   |
| 12 juillet 2024                     | Densetsu no Starfy 3                                  | Oui     | Oui   |
| 9 août 2024                         | Pokémon Donjon Mystère - Equipe de secours Rouge      | Oui     | Oui   |
| 11 octobre 2024                     | F-Zero GP Legend                                      | Oui     | Oui   |
| 11 octobre 2024                     | F-Zero Climax                                         | Oui     | Oui   |
| 14 février 2025                     | Wario Land 4                                          | Oui     | Oui   |
| 22 avril 2025                       | Fire Emblem: The Sacred Stones                        | Oui     | Oui   |

#### Jeux Nintendo GameCube
A partir du 5 juin 2025, il sera possible de jouer à une sélection de jeux Nintendo GameCube pour les abonnés au Pack additionnel sur Nintendo Switch 2 uniquement.
| Date           | Jeux                                | AN/EU | Japon |
| -------------- | ----------------------------------- | ----- | ----- |
| 5 juin 2025    | The Legend of Zelda: The Wind Waker | Oui   | Oui   |
| 5 juin 2025    | Soulcalibur II                      | Oui   | Oui   |
| 5 juin 2025    | F-Zero GX                           | Oui   | Oui   |
| 3 juillet 2025 | Mario Smash Football                | Oui   | Oui   |
| 21 août 2025   | Chibi-Robo !                        | Oui   | Oui   |
| A venir        | Super Mario Sunshine                | Oui   | Oui   |
| A venir        | Fire Emblem: Path of Radiance       | Oui   | Oui   |
| A venir        | Pokémon XD: Le souffle des ténèbres | Oui   | Oui   |
| A venir        | Luigi's Mansion                     | Oui   | Oui   |
| A venir        | Pokémon Colosseum                   | Oui   | Oui   |

#### Contenus téléchargeables
À partir de novembre 2021, les possesseurs d'Animal Crossing: New Horizons peuvent bénéficier du DLC Happy Home Paradise avec leur abonnement au Pack additionnel, sans avoir besoin de l'acheter séparément, mais il n'est plus accessible si l'abonnement est arrêté. De la même manière, il est possible de bénéficier du pass circuits additionnels de Mario Kart 8 Deluxe dès sa sortie en mars 2022 via cet abonnement. En avril, Nintendo ajoute l'extension Octo Expansion de Splatoon 2 à cet abonnement.
À partir du 5 juin 2025, les possesseurs de Nintendo Switch 2 abonnés au Pack additionnel pourront accéder aux versions Nintendo Switch 2 Edition de The Legend of Zelda: Breath of the Wild et The Legend of Zelda: Tears of the Kingdom, rajoutant la prise en charge du 60 fps et du HDR, ainsi que Zelda Notes présent dans l'application Nintendo Switch (anciennement l'application Nintendo Switch Online) sans avoir besoin de l'acheter séparément, mais elles ne seront plus accessibles si l'abonnement est arrêté.

### Offres exclusives

#### Jeux exclusifs
Lors du Nintendo Direct du 13 février 2019, Nintendo annonce le premier jeu exclusif aux abonnés. Il s'agit de Tetris 99, un Tetris multijoueurs reprenant la formule des Battle Royale. Il est disponible gratuitement à la suite de la présentation. Le jeu intègre des mises à jours gratuites, des évènements spéciaux ainsi que des DLC payants.
Un second jeu est disponible aux abonnés du service en ligne, il s'agit de Super Kirby Clash. Il est présenté le 5 septembre 2019 et est disponible à la suite de son annonce. Il s'agit d'un jeu solo et multijoueur.
Le jeu Super Mario Bros. 35 est disponible entre le 1er octobre 2020 et le 31 mars 2021.
Pac-Man 99 est proposé à partir d'avril 2021[source insuffisante].

#### Bonus en jeu
Nintendo propose aux abonnés 12 mois et aux abonnés famille un ensemble d’équipement spécial pour le jeu Splatoon 2. De même pour le jeu Super Smash Bros. Ultimate, un DLC contenant des objets bonus est disponible uniquement aux abonnés du service.

#### Manettes classiques
Nintendo propose à la vente un pack de deux manettes NES sans fil sur le Nintendo Store au prix de 59,99 €. Ces manettes permettent de jouer aux jeux NES disponible sur l'application dédiée. Les manettes sont rechargeables de la même manière que les joy-cons.
Pour la sortie des jeux SNES dans le catalogue du Nintendo Switch Online, Nintendo propose à la vente une manette SNES sans fil. Elle est proposée au prix de 29,99 € sur sa boutique en ligne. Elle reprend le design original et permet la recharge par USB-C.
Pour accompagner l'arrivée de jeux Nintendo 64 et Mega Drive / Genesis, Nintendo propose à la vente une manette Nintendo 64 sans fil et fait de même avec la manette Mega Drive / Genesis.
Pour accompagner l'arrivée de jeux GameCube, Nintendo propose à la vente une manette GameCube sans fil dès la sortie de l'application et de la Nintendo Switch 2 le 5 juin 2025.

#### Bons pour jeuxNintendo Switch
Nintendo propose le programme Bons pour jeux Nintendo Switch[source insuffisante], cela permet d'acheter pour 99 € deux bons à échanger contre parmi une liste de titres sur le Nintendo eShop.

#### Jeux à l'essai
Nintendo lance le programme « Jeu à l'essai » durant l'été 2019. Du 7 août au 13 août 2019, il a été proposé aux abonnés une période de découverte du jeu Mario Tennis Aces. L'accès au jeu était complet sur cette période et une promotion de 33 % était proposée pour l'achat du jeu. Les abonnés japonais ont eu l'occasion d'essayer le jeu Captain Toad: Treasure Tracker dans les mêmes conditions.

### Nintendo Music
Le 30 octobre 2024, Nintendo sort une application mobile pour iOS et Android nommé Nintendo Music. Il s'agit d'une plate-forme de streaming musical qui propose des musiques de plusieurs jeux de Nintendo. L'application est disponible aux abonnés du Nintendo Switch Online.